# Times Higher Education
El Times Higher Education (THE), anteriormente Times Higher Education Supplement (THES) es una revista semanal basada en Londres, informa específicamente sobre noticias y asuntos relacionados con la educación. En el Reino Unido, es la publicación principal en el campo de la educación superior.

## Historia de publicación
Desde su primer ejemplar, en 1971, hasta 2008 the Times Higher Education Supplement (THES) fue publicado en formato de periódico y afiliado al periódico The Times El 20 de enero de 2008 fue lanzado como revista. Es publicado por TES Global, que hasta 2005 fue propiedad de Rupert Murdoch's News International. La revista es editada por John Gill. Phil Baty, es responsable de la cobertura internacional y editor de la clasificación mundial de universidades.
La revista presenta un fictional en la columna satírica escrita por Laurie Taylor, el "Poppletonian", el cual refleja encima vida en el fictional Poppleton Universidad.
En 2011 Tiempo la educación más Alta estuvo otorgada en los títulos  de "Revista Empresarial Semanal del Año" y "Medios de comunicación Marca Empresarial del Año" por la Asociación de Editores Profesional.

## Clasificación universitaria del Times Higher Education
El Times Higher Education se hizo muy conocido después de publicación anual de la clasificación mundial universitaria, que primero aparecido en noviembre de 2004. El 30 de octubre de 2009 Times Higher Education rompió con QS, entonces su socio comenzó a publicar sus propias clasificaciones y firmó un acuerdo con Thomson Reuters para proporcionar el dato en cambio. La revista desarrolló una metodología nueva en consulta con sus lectores y su tablero de editorial. Thomson Reuters recoge y analiza el dato utilizó para producir el rankings en behalf de Tiempo Educación más Alta. Los resultados han sido publicados anualmente desde entonces otoño 2010. QS, El cual recogido y analizó el rankings dato de 2004-2009, ya no tiene cualquier implicación con Tiempo Educación más Alta  Mundial Universitario Rankings.

## Premios
La revista entrega dos conjuntos de premios anualmente. El primero es el premio "Times Higher Education". Los premios de 2011 tuvieron lugar el 24 de noviembre en el Hotel Grosvenor House, ubicado en la calle Park Lane, en Londres, el acto celebrado en el hotel, tuvo un número récord de asistentes e invitados. Diecisiete universidades fueron premiadas en categorías diferentes.

La Universidad de Strathclyde fue nombrada la Universidad del año, el día 29 de noviembre de 2012, en el Hotel Grosvenor House en Park Lane, en Londres. La Universidad de Strathcly recibió el premio en la ceremonia.
El premio Times Higher Education Leadership and Management Awards fue lanzado en 2009. El premio fue creado para reconocer el impacto que el personal administrativo tiene en el éxito de las instituciones de educación superior.